# الدوري المنغولي لكرة القدم 2004
الدوري المنغولي لكرة القدم 2004 هو موسم من الدوري المنغولي لكرة القدم. فاز فيه Khangarid FC ‏.